# 도봉구
도봉구(道峰區)는 대한민국 서울특별시의 북동부에 있는 자치구이다(1973년 성북구에서 분리). 동쪽으로는 노원구, 서쪽과 남쪽으로는 강북구, 북쪽으로는 경기도 의정부시, 양주시, 고양시와 접한다. 명칭은 이 지역의 명산인 도봉산(道峰山)에서 이름을 따왔다.

## 역사
도봉구에 속하는 모든 법정동인 쌍문동, 창동, 방학동, 도봉동은 모두 조선 초까지는 경기도 양주목 해등촌면에 속하였고 각각 다음의 지역에 속했다. 도봉동은 상루원리, 무수동, 영국리, 방학동은 암회리, 원당리, 도당리, 쌍문동은 소라리, 계성리, 우이리 일부(현재의 쌍문1동 일대)였고, 창동은 당시 창동리, 마산리, 유만리였으며, 1914년 경기도 양주군 노해면 관할이 되어 도봉리, 방학리, 쌍문리, 창동리가 되었다. 단, 현재의 행정구역인 쌍문1동의 우이천 서부 지역은 1914년 이전에는 경성부 숭신방(숭인면) 우이리에 속했다.
- 1949년 숭인출장소가 설치되어 지금의 강북구 미아동, 수유동, 우이동을 관할하였다.
- 1963년 1월 1일 경기도 양주군 노해면 지역이 (현, 도봉구 창동, 쌍문동, 도봉동, 방학동) 성북구 노해출장소 지역으로 편입되었다.
- 1973년 7월 1일 성북구로부터 미아동·번동·수유동·우이동·창동·월계동·쌍문동·상계동·중계동·도봉동·방학동·공릉동·하계동을 분리하여 도봉구가 설치되었다.[4] 수유3동을 신설하였다. (22행정동 13법정동)
- 1975년 10월 1일 동명칭과 관할구역 변경이 있었다. (24행정동)
- 1977년 9월 1일 미아8동, 번2동, 수유5동, 창2동, 도봉2동을 신설하였다. (29행정동)
- 1980년 7월 1일 동사무소 신설이 있었다. (35행정동)
- 1985년 9월 1일 상계5동을 신설하였다. (36행정동)
- 1988년 1월 1일 도봉구 중 도봉동·상계동·하계동·중계동·월계동·공릉동·창동을 관할로 노원구가 설치되었다.[5] (20행정동 6법정동)
- 1988년 7월 1일 방학3동을 선설하였다. (21행정동)
- 1989년 1월 1일 노원구 중 도봉동, 창동이 다시 도봉구 관할로 바뀌었다. (26행정동 8법정동)
- 1989년 6월 1일 창4동을 신설하였다. (27행정동)
- 1991년 9월 1일 미아9동, 번3동, 쌍문4동, 창5동을 신설하였다. (31행정동)
- 1994년 11월 4일 수유6동, 방학4동을 신설하였다. (33행정동)
- 1995년 3월 1일 도봉구 중 미아동, 번동, 수유동, 우이동을 관할로 강북구가 설치되었다.[6] (15행정동 4법정동)
- 2003년 11월 17일 구청을 창동 320번지에서 마들로 656 (방학동 720번지)으로 이전하였다.
- 2008년 2월 18일 방학4동이 방학3동에 합동되었다. (14행정동)

## 지리
도봉구는 서울시청으로부터 약 12km 동북부에 구의 중심인 방학동이 위치하며, 구 전체면적은 20.84km2로 서울특별시 면적의 3.4%를 차지하고 있다. 도봉구 면적 중에서 가장 많이 차지하는 부분은 북한산국립공원을 비롯한 공원으로, 구면적의 48.2%인 10.05km2에 달하고 있다. 서울시의 최북단에 위치한 도봉구는 동쪽으로 노원구 상계동과, 서쪽은 강북구 수유동·우이동과, 남쪽은 노원구 월계동 및 강북구 번동과 북쪽은 의정부시 호원동 등과 접하고 있는 서울 동북부의 관문 지역이다.
도봉구의 지형은 서남부는 강북구와 경계를 이루는 우이천이 흐르고, 북부는 의정부시와 경계를 이루는 도봉산이, 동부는 낮은 지대로 함경남도 원산의 영흥만에서 시작하여 서울을 거쳐 서해안까지 뻗어 내린 좁고 긴 골짜기인 추가령 지구대 남단에 해당되는데, 이 골짜기를 따라 한강상류 지류인 중랑천이 흐르고 있다. 이 동부 저지대를 사이에 두고 노원구쪽에 불암산(508m), 수락산(637.7m)이 있다. 도봉구의 상징인 도봉산은 서울의 진산이라 불리는 북한산과 연접해 있으며, 최고봉인 자운봉(739.5m)을 비롯하여 만장봉(718m), 선인봉(708m), 오봉(625m) 등이 깎아지른 듯 솟아 있고, 그 사이로 계곡의 맑은 물과 울창한 숲이 어우러져 수려한 경관을 자랑하고 있다.

## 행정 구역

행정구역도

도봉구의 행정 구역은 14개의 행정동과 385통 2,926반으로 구성되어 있다. 도봉구의 면적은 20.70km2로 서울시의 3.42%에 해당한다. 도봉구의 인구는 2019년 1월 1일을 기준으로 138,087세대, 339,413명이다.
| 행정동    | 한자      | 면적 (km2) | 세대    | 인구 (명) |
| --------- | --------- | ---------- | ------- | --------- |
| 쌍문제1동 | 雙門第1洞 | 1.24       | 8,655   | 22,303    |
| 쌍문제2동 | 雙門第2洞 | 0.54       | 8,508   | 21,541    |
| 쌍문제3동 | 雙門第3洞 | 0.50       | 7,589   | 18,505    |
| 쌍문제4동 | 雙門第4洞 | 0.52       | 7,369   | 21,563    |
| 방학제1동 | 放鶴第1洞 | 0.69       | 12,577  | 32,315    |
| 방학제2동 | 放鶴第2洞 | 0.74       | 9,792   | 23,723    |
| 방학제3동 | 放鶴第3洞 | 2.64       | 10,818  | 31,883    |
| 창제1동   | 倉第1洞   | 0.88       | 11,035  | 28,703    |
| 창제2동   | 倉第2洞   | 1.07       | 11,753  | 31,502    |
| 창제3동   | 倉第3洞   | 0.67       | 6,672   | 16,013    |
| 창제4동   | 倉第4洞   | 0.96       | 10,858  | 30,760    |
| 창제5동   | 倉第5洞   | 0.70       | 10,040  | 27,863    |
| 도봉제1동 | 道峰第1洞 | 8.72       | 10,390  | 24,310    |
| 도봉제2동 | 道峰第2洞 | 0.83       | 11,795  | 30,925    |
| 도봉구    | 道峰區    | 20.70      | 137,851 | 361,909   |

## 인구
| 서울특별시 도봉구의 연도별 인구(내국인) 추이 | 서울특별시 도봉구의 연도별 인구(내국인) 추이 |
| 연도                                         | 총인구                                       |
| -------------------------------------------- | -------------------------------------------- |
| 1975년                                       | 631,484명                                    |
| 1980년                                       | 753,181명                                    |
| 1985년                                       | 846,644명                                    |
| 1990년                                       | 671,649명                                    |
| 1995년                                       | 355,846명                                    |
| 2000년                                       | 352,098명                                    |
| 2005년                                       | 367,998명                                    |
| 2010년                                       | 347,220명                                    |
| 2015년                                       | 340,095명                                    |

## 관광
- 도봉산

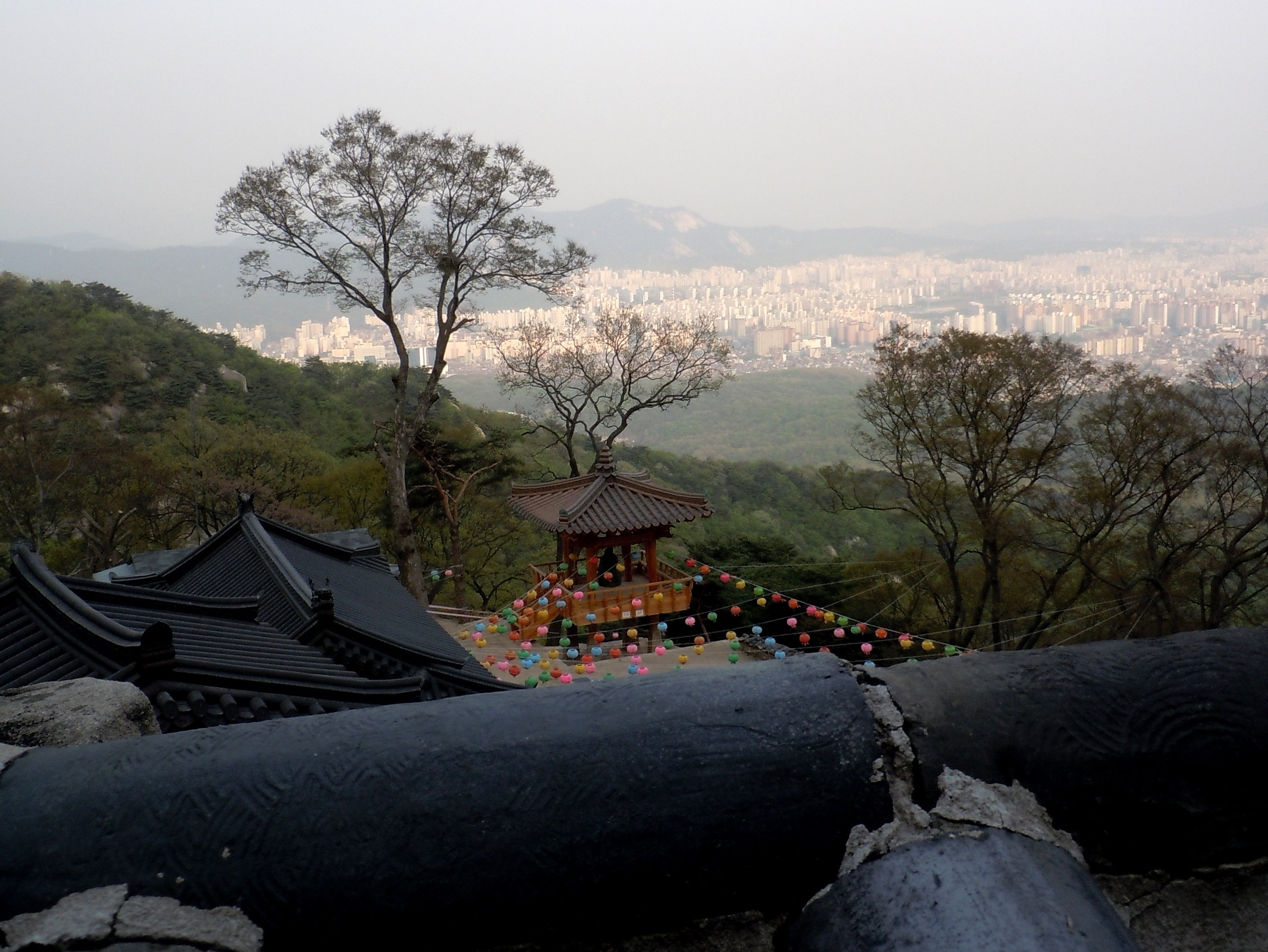
도봉산

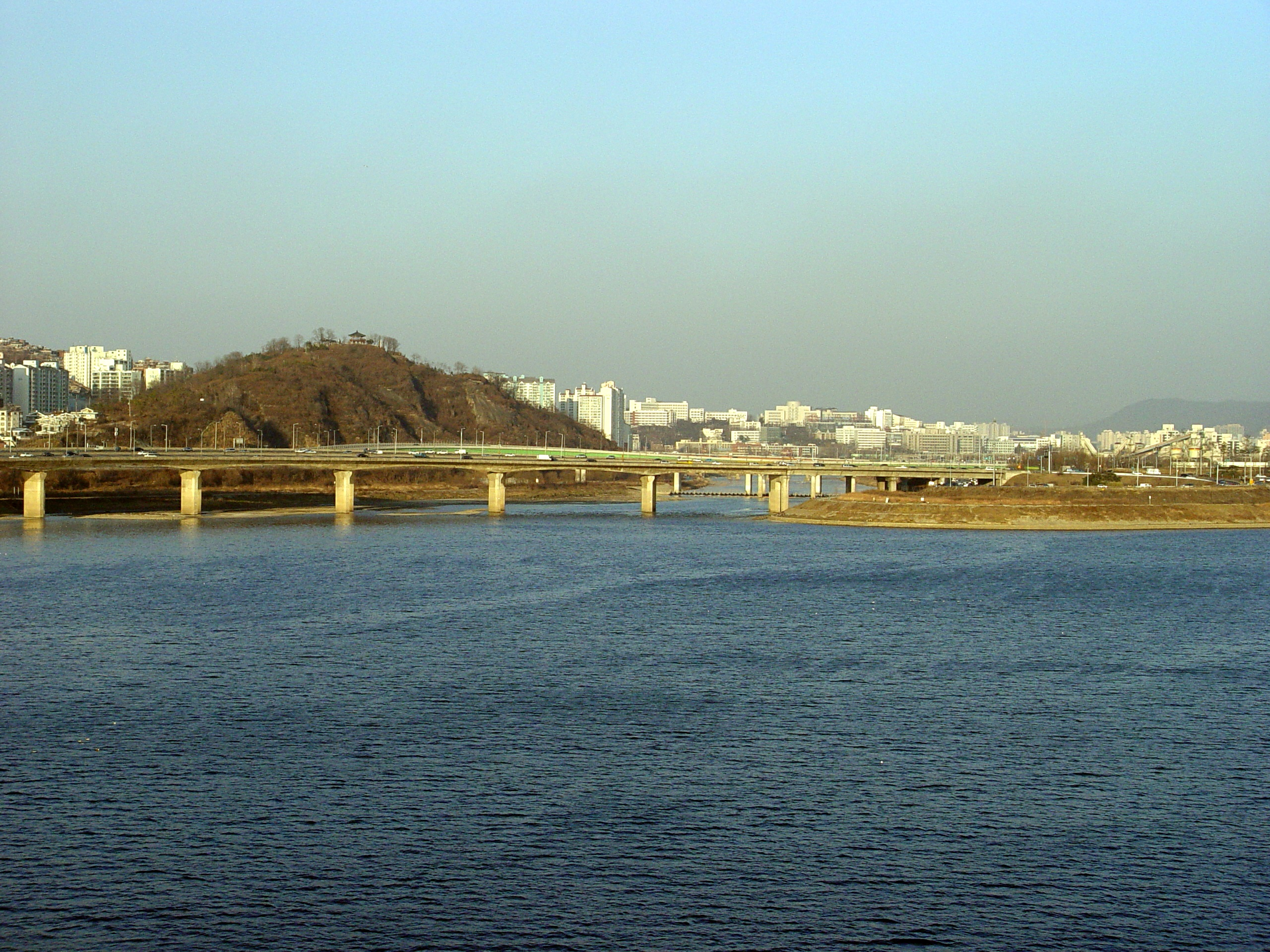
한강으로 흘러들어가는 중랑천

도봉구와 경기도 의정부시 호원동, 양주시 장흥면에 걸쳐있는 산이다. 북한산 국립공원의 한 부분이다. 백두대간의 분수령에서 서남쪽으로 뻗은 한북정맥의 연봉을 따라 운악산·불곡산을 거쳐 남서쪽으로 내려오다가 서울 동북쪽에서 우뚝 솟아 우이령을 경계로 북한산으로 이어진다. 최고봉인 자운봉(739.5m), 남쪽으로 만장, 선인봉, 서쪽으로 오봉, 여성봉이 있다.
- 연산군묘

조선 제10대 연산군(1495∼1506 재위)과 거창군부인 신씨( 1476 ∼ 1537)의 무덤이다. 중종 8년 1513년에 조성되어, 1991년 10월 25일 사적 제362호로 지정되었다. 왕 또는 왕비의 무덤을 능(陵)이라고 하지만 연산군은 그 지위가 군으로 강봉되었기 때문에 묘라 하였다. 그 후 중종 7년(1512) 12월 부인 신씨가 상소하여 묘를 강화에서 능성구씨의 선영이며 연산군의 사위와 딸의 무덤이 있는 양주군 해등면 원당리(현 도봉구 방학동)로 이장하기를 청하여, 이듬해(1513) 2월 왕자군의 예로 이장하고 양주군의 관원으로 하여금 제사를 관리하도록 하였다.
- 중랑천
- 한강의 여러 지류 중 하나로, 경기도 양주시에서 발원해  의정부시를 거쳐 서울특별시 성동구 금호동과 성수동 1가의 강변북로 다리에서 한강과 합류하는 하천이다. 경기도부분의 중랑천은 지방하천으로 분류되며 서울특별시에 접어들면 국가하천으로 등급이 바뀐다. 또, 동부간선도로 강북 구간이 서울특별시 구간부터 중랑천과 나란히 뻗어있다. 총 길이는 45.3 km으로 서울특별시 내의 하천 중에서 제일 길다.
- 둘리뮤지엄

### 문화재
- 서울 연산군묘 - 사적 제362호
- 양효공안맹담과정의공주묘역 - 서울특별시 유형문화재 제50호
- 전주이씨영해군파묘역 - 서울특별시 유형문화재 제106호
- 만월암석불좌상 - 서울특별시 유형문화재 제121호
- 충정공 목서흠 묘역 - 서울특별시 기념물 제27호
- 도봉서원과 각석군 - 서울특별시 기념물 제28호
- 서울 방학동 전형필 가옥 - 등록문화재 제521호

## 교육 기관
- 사립대학교

|  | - 덕성여자대학교 |

- 고등학교

|  | - 누원고등학교 - 서울문화고등학교 - 서울외국어고등학교 | - 선덕고등학교 - 세그루패션디자인고등학교 | - 자운고등학교 - 정의여자고등학교 | - 창동고등학교 - 효문고등학교 |

- 중학교

|  | - 노곡중학교 - 도봉중학교 - 방학중학교 - 백운중학교 | - 북서울중학교 - 선덕중학교 - 신도봉중학교 - 신방학중학교 | - 정의여자중학교 - 창동중학교 - 창북중학교 - 창일중학교 | - 효문중학교 |

- 특수학교

|  | - 서울인강학교 |

## 교통

### 철도
- 한국철도공사

- 경원본선 (● 수도권 전철 1호선)

(경기도 의정부시) ← 도봉산역 - 도봉역 - 방학역 - 창동역 → (노원구)
- 서울교통공사

- ● 수도권 전철 4호선

(노원구) ← 창동역 - 쌍문역 → (강북구)
- ● 서울 지하철 7호선

(경기도 의정부시) ← 도봉산역 → (노원구)

## 자매 도시
| 지역 & 국가 | 도시           | 도시       |
| ----------- | -------------- | ---------- |
| 대한민국    | 강원특별자치도 | 홍천군     |
| 대한민국    | 경기도         | 양주시     |
| 대한민국    | 전라남도       | 무안군     |
| 대한민국    | 전북특별자치도 | 부안군     |
| 일본        | 후쿠시마현     | 후쿠시마시 |
| 일본        | 가나가와현     | 요코하마시 |
| 대만        | 타이베이       | 타이베이시 |
| 중국        | 베이징시       | 창핑구     |